# 大阪市電堺筋線
大阪市電堺筋線（さかいすじせん）は、淀屋橋 - 日本橋筋三丁目間を結んでいた大阪市電の路線名。

## 路線データ
- 起点：大江橋[1]
- 終点：日本橋筋三丁目[1]
- 軌間：1435mm
- 架線電圧：直流600V

## 沿革
- 1911年（明治44年）10月7日 - 大江橋 - 北浜二丁目間開業[2]。
- 1912年（明治45年）5月1日 - 北浜二丁目 - 日本橋筋三丁目間開業[2]。
- 1966年（昭和41年）
  - 4月1日 - 北浜二丁目 - 日本橋筋三丁目間廃止[3]。
  - 7月1日 - 大江橋 - 淀屋橋間廃止[3]。
- 1968年（昭和43年）5月1日 - 淀屋橋 - 北浜二丁目間廃止[3]。

## 駅一覧
| 駅名             | キロ程 | 接続路線                                             | 廃止日                               |
| ---------------- | ------ | ---------------------------------------------------- | ------------------------------------ |
| 大江橋信号所     |        | 大阪市電：南北線（御堂筋支線）・南北線（中之島支線） | 1945年3月13日休止 1960年10月10日廃止 |
| 淀屋橋駅         | 0.0    | 大阪市電：土佐堀南岸線                               |                                      |
| 北浜三丁目駅     |        |                                                      |                                      |
| 北浜二丁目駅     |        | 大阪市電：北浜線・天神橋西筋線                       |                                      |
| 高麗橋駅         |        |                                                      |                                      |
| 平野町駅         |        |                                                      |                                      |
| 本町二丁目駅     |        | 大阪市電：靱本町線                                   |                                      |
| 南久宝寺町駅     |        |                                                      |                                      |
| 長堀橋駅         |        | 大阪市電：東西線                                     |                                      |
| 清水町駅         |        |                                                      |                                      |
| 八幡筋駅         |        |                                                      |                                      |
| 道頓堀駅         |        |                                                      |                                      |
| 日本橋筋一丁目駅 |        | 大阪市電：九条高津線（東線）                         |                                      |
| 日本橋筋二丁目駅 |        |                                                      |                                      |
| 日本橋筋三丁目駅 |        | 大阪市電：南北線                                     |                                      |